# Bergeranthus
Bergeranthus is een geslacht uit de ijskruidfamilie (Aizoaceae). De soorten uit het geslacht komen voor in het zuiden en zuidoosten van de Kaapprovincie in Zuid-Afrika.

## Soorten
- Bergeranthus albomarginatus A.P.Dold & S.A.Hammer
- Bergeranthus concavus L.Bolus
- Bergeranthus longisepalus L.Bolus
- Bergeranthus multiceps (Salm-Dyck) Schwantes
- Bergeranthus nanus A.P.Dold & S.A.Hammer
- Bergeranthus scapiger (Haw.) Schwantes
- Bergeranthus vespertinus (A.Berger) Schwantes

... · 
Antimima · 
Argyroderma · 
Carpobrotus · 
Disphyma · 
Dorotheanthus · 
Gibbaeum · 
Lapidaria · 
Lithops · 
Mesembryanthemum · 
Sceletium · 
Tetragonia · 
...